# ليف لارسون
ليف لارسون (بالسويدية: Leif Larsson)‏ هو لاعب رماية سويدي، ولد في 9 أغسطس 1928 في غوتنبرغ في السويد، وتوفي في 11 فبراير 2002 في Lerum ‏ في السويد.

## وصلات خارجية
- ليف لارسون على موقع أوليمبيديا (الإنجليزية)
- ليف لارسون على موقع اللجنة الأولمبية السويدية (السويدية)